# Come Back Home (canción de Sofia Carson)
«Come Back Home» —en español: «Vuelve a casa»— es una canción de la cantante estadounidense Sofia Carson. Fue lanzada a través de Hollywood Records el 12 de julio de 2022, como el sencillo principal de la banda sonora de la película de Netflix de 2022, Purple Hearts. Fue escrita por Carson, Daniel Crean, Eren Cannata, Skyler Stonestreet y Justin Tranter.

## Antecedentes
Mientras escribía «Come Back Home», Carson le dijo a Billboard que escribieron dos versiones diferentes, pero optaron por la que se utiliza en la película. «Y una vez que lo hicimos, simplemente nos enamoramos de ella. Y supimos que esa era nuestra canción. Realmente capturó el alma, la ternura de este momento, la vulnerabilidad en este momento, y verdaderamente el corazón de nuestra historia». Hay dos versiones diferentes en la banda sonora, la otra siendo una versión más desnuda de la canción.

## Video musicales
Hay dos videos musicales para «Come Back Home», ambos incluidos en la banda sonora. El primero se lanzó el 3 de agosto de 2022. Muestra a Carson en su piano en una playa con algunas escenas de la película. Carson le dijo a Entertainment Weekly: «Queríamos hacerlo aún más especial, en lugar de ser un video musical clásico, es un video de actuación», explica Carson. «Así que, soy yo interpretando 'Come Back Home' en el piano y en realidad está ambientado en la misma playa donde Luke y yo terminamos la película, lo que lo hace aún más hermoso y fiel a nuestra historia».
La segunda versión del video musical muestra la actuación completa de la canción que se mostró en la película mientras se interpreta en vivo en Oceanside, California, fuera de las puertas de Camp Pendleton. También presenta escenas de la película a lo largo del video.

## Gráficos

### Gráficos semanales
| Listas (2022)                             | Mejor posición |
| ----------------------------------------- | -------------- |
| Australia Hitseekers (ARIA)               | 7              |
| Austria (Ö3 Austria Top 40)               | 45             |
| Canadá (Canadian Hot 100)                 | 80             |
| República Checa (Singles Digitál Top 100) | 19             |
| Francia (SNEP)                            | 48             |
| Alemania (Offizielle Deutsche Charts)     | 76             |
| Global 200 (Billboard)                    | 75             |
| Hungría (Single Top 40)                   | 5              |
| Irlanda (IRMA)                            | 79             |
| Países Bajos (Single Tip)                 | 19             |
| Nueva Zelanda Hot Singles (RMNZ)          | 18             |
| Portugal (AFP)                            | 98             |
| Eslovenia (Singles Digitál Top 100)(RISA) | 55             |
| Suiza (Schweizer Hitparade)               | 28             |
| Reino Unido (UK Singles Chart)            | 71             |

### Gráficos anuales
| Lista (2022)            | Posición |
| ----------------------- | -------- |
| Hungría (Single Top 40) | 77       |

## Certificaciones
| País    | Organismo certificador | Certificación | Ventas certificadas | Ref.   |
| ------- | ---------------------- | ------------- | ------------------- | ------ |
| Canadá  | Music Canada           | Oro           | 40 000              | [ 23 ] |
| Francia | SNEP                   | Platino       | 200 000             | [ 24 ] |
| Polonia | ZPAV                   | Oro           | 25 000              | [ 25 ] |